# Future Unfolding
Future Unfolding est un jeu vidéo d'action-aventure développé et édité par Spaces of Play, sorti en 2017 sur Windows, Mac, Linux et PlayStation 4.

## Accueil

### Critique
- Canard PC : 7/10[1]

### Récompenses
Future Unfolding a reçu une mention honorable dans la catégorie Excellence en Arts visuels lors de l'Independent Games Festival 2015. Lors de l'Independent Games Festival 2016, le jeu reçoit deux nouvelles mentions honorables dans les catégories Prix Nuovo et Excellence en Arts visuels. Enfin, lors de l'édition 2017, il obtient à nouveau une mention honorable dans la catégorie Excellence en Arts visuels.